# Fala Radcliffe’a

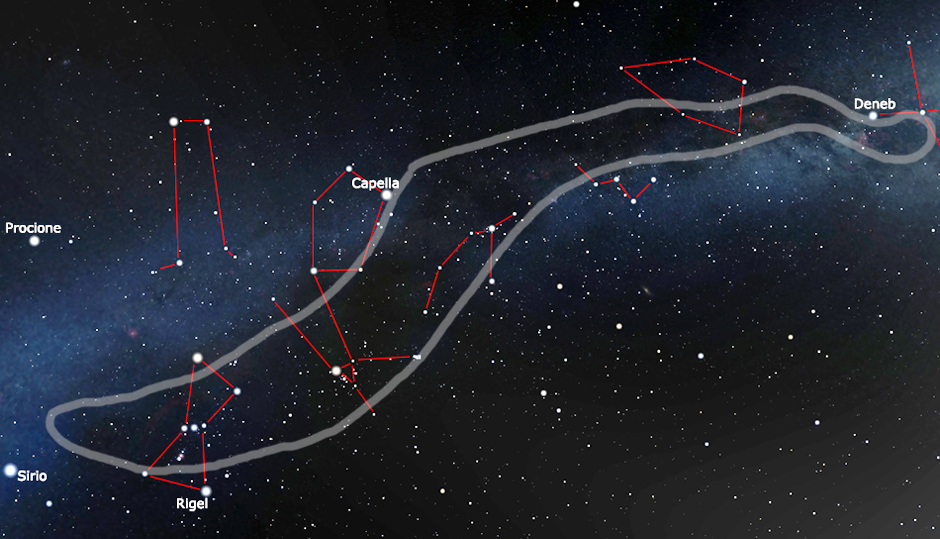
Przybliżony zakres fali Radcliffe’a na ziemskim nocnym niebie

Fala Radcliffe’a (ang. Radcliffe wave) –  struktura gazowa w kształcie fali w Drodze Mlecznej, biegnąca wzdłuż ramion Drogi Mlecznej zbudowana z połączonych ze sobą obszarów gwiazdotwórczych.

## Odkrycie
Odkryta przez naukowców z Uniwersytetu Harvarda podczas tworzenia trójwymiarowej mapy obszarów gwiazdotwórczych w Drodze Mlecznej, na podstawie danych zebranych w 2013 przez sondę Gaia. Nazwa obiektu pochodzi od nazwy instytutu Radcliffe Institute for Advanced Study, którego pracownicy dokonali odkrycia. Oryginalną pracę opublikowano w „Nature” 7 stycznia 2020.

## Charakterystyka
Fala Radcliffe’a jest długą, cienką strukturą gazu o masie 3 milionów mas Słońca, długości około 9000 i szerokości około 400 lat świetlnych, która unosi się w kształcie sinusoidy z maksymalną amplitudą 521 lat świetlnych nad i pod płaszczyznę dysku galaktycznego Drogi Mlecznej, średnim okresem 6523 lat świetlnych,  nachyloną do dysku pod kątem 20°. Fala ta obejmuje wiele obszarów formowania się gwiazd, które wcześniej uważano za składowe Pasa Goulda.
Słońce oddziałuje z falą Radcliffe’a, przeszło przez jej strukturę 13 mln lat temu i przejdzie za kolejne 13 mln lat.